# كهنك (مشيز بردسير)
کهنك (بالفارسية: کهنک) هي قرية تقع في إيران في البلدة المركزية. يقدر عدد سكانها بـ 247 نسمة بحسب إحصاء 2016.